# فهرسة متعسفة
اَلْفَهْرَسَةُ اَلْمُتَعَسِّفَةُ (بالإنجليزية: spamdexing)‏: هي مجموعة التقنيات وَوَسائل الفهرسة داخل محركات البحث، حيث تقوم بإضافة كلمات رئيسية لا علاقة لها بالصفحة وإخفائها عن الزوار. ولهذا تعتبر الفهرسة المتعسفة شبيهة بالبريد المزعج لأنها في الواقع مخادعة، وهو ما يتعارض مع مصلحة المستخدمين.

## أساليبها
من بين الأساليب التي تعتبر فهرسة متعسفة ما يلي:
- إنشاء كلمات رئيسية بنفس لون الخلفية (نتحدث هنا عن كلمات مستترة invisible words).
- زيادة كلمات رئيسية في العلامات الفوقية métas tags لا علاقة لها بالصفحة؛
- تكرار الكلمات الرئيسية (التي تعرف أيضا باسم الكلمات الرئيسية المحشوة keywords stuffing) ؛
- تحويل صفحات الويب إلى مواقع مصيدة (pagejacking) ؛
- استخدام أسماء مستعارة بطريقة تعسفية.
- فهرسة محركات البحث للصفحات بطريقة غير مستساغة.